# Loxoneura livida
Loxoneura livida är en tvåvingeart som beskrevs av Friedrich Georg Hendel 1914. Loxoneura livida ingår i släktet Loxoneura och familjen bredmunsflugor. Inga underarter finns listade i Catalogue of Life.